# 역사적 극좌
역사적 극좌(이탈리아어: Estrema Sinistra Storica, 옛 극좌파)는 19세기 말 이탈리아에서 급진주의, 공화주의, 사회주의 계열 정치인들이 모인 좌익 성향의 의원모임이었다. 이탈리아 통일 이전 역사적 좌파의 극단적 파벌로만 알려졌던 이들은 좌파 진영의 온건파가 새로운 이탈리아 국가 건설을 위해 사보이아가를 국왕으로 인정한 것에 반발하여 별개의 진영으로 분리되어 나왔다.
역사적 좌파라는 명칭은 후대의 정치사학계에서 붙인 명칭으로 당대에는 극좌(이탈리아어: Estrema Sinistra), 급진 극단파(이탈리아어: Estrema Radicale), 극단파(이탈리아어: L'Estrema), 민주주의당(이탈리아어: Partito della Democrazia)이라는 이름으로 알려져 있었다.

## 역사
1877년 아고스티노 베르타니와 펠리체 카발로티가 주도하는 급진주의-자유주의 성향의 정당으로 설립되었다. 1882년 극좌파는 사회주의 성향으로는 최초로 이탈리아 의회에 입성한 안드레아 코스타 의원과 함께 극좌 진영을 이루었다. 극좌파는 완전한 정교분리, 지방 정부로의 분권화, 카를로 카타네오의 구상에 따른 유럽 합중국, 누진세 도입, 사법부 독립, 아동을 위한 무상 의무 교육, 보통선거 도입, 여성권과 노동권 도입을 지지하였으며, 사형제의 폐지와 모든 종류의 보호무역주의, 내셔널리즘, 제국주의, 식민주의에 반대하는 입장이었다.
극좌파는 다음의 세가지 파벌로 구성되었다.
- 급진파: 민주주의 사상을 지지하며, 보통선거가 도입된다면 지금의 입헌군주제를 잠정 수용하려는 성향을 보였다.
- 공화주의파: 이탈리아 공화국을 주장했으며, 결과적으로 기존의 군주제와의 어떤 협력도 거부했다.
- 사회주의파: 보통선거 도입과 공화국 선포를 사회주의 혁명의 첫걸음으로 보았다.

극좌파는 공화제를 지지하고 결과적으로 알베르티노 법령의 폐지를 추진했기 때문에 반헌법적 운동으로 여겨졌다. 통일 이탈리아의 과두제적 선거법 하에서는 주세페 가리발디와 같은 일부 국민적 영웅을 제외하고는 극좌파 세력이 의회에 진입할 가능성은 없었다. 1882년 선거 개혁으로 극좌파도 소규모로나마 야당 의원단을 구성할 수 있게 되었으며, 1913년 보통선거가 도입되고 그해 총선에서 북부 이탈리아의 여러 도시와 주에서 승리를 거두면서 원내에서도 대표적인 좌익 정당으로 부상할 수 있었다.
1876년 의회 혁명으로 진보주의 성향의 좌파 진영이 마르코 밍게티의 보수정권을 전복시키고, 아고스티노 데프레티스가 총리로 임명되면서 극좌파 세력도 원내의 주요 세력으로 부상하였다. 그러나 데프레티스 총리는 만연한 부패 속에서 당파에 얽매이지 않고 기꺼이 입장을 바꿀 의향이 있던 우파 의원들의 즉각적인 지지를 얻고자 하였다. 이러한 현상은 일명 '변혁주의' (트라스포르미스모) 정치라 하여 총리 본인의 이념으로서 장려했던 탓에, 당시 풍자신문에서는 데프레티스 총리를 카멜레온으로 묘사하기도 했으나, 원내 정파간의 이념차를 실질적으로 제거하는 효과로 이어져, 제1차 세계 대전 이후까지 자유주의 정파가 원내 의석수 대부분을 차지하는 결과로 이어졌다.

## 활동 인물
- 아고스티노 베르타니
- 안드레아 코스타
- 필리포 투라티
- 나폴레오네 콜라이안니
- 프란체스코 사베리오 니티
- 조반니 보비오
- 조반니 칸토니
- 펠리체 카발로티
- 엔리코 페리
- 에르네스토 나탄
- 에토레 사키

## 역대 선거 결과
| 대의원    |               |      |          |     |                     |
| 선거 연도 | 득표          | %    | 의석     | +/– | 지도자              |
| 1861년    | 미상 (3위)    | 2.3  | 14 / 493 | 14  | 주세페 마치니       |
| 1865년    | 미상 (3위)    | 4.9  | 15 / 493 | 1   | 주세페 마치니       |
| 1867년    | 미상 (3위)    |      | 0 / 493  | 15  | 아고스티노 베르타니 |
| 1870년    | 미상 (3위)    | 1.9  | 0 / 493  | –   | 아고스티노 베르타니 |
| 1874년    | 미상 (3위)    | 1.6  | 0 / 508  | –   | 아고스티노 베르타니 |
| 1876년    | 미상 (3위)    | 1.5  | 0 / 508  | –   | 아고스티노 베르타니 |
| 1880년    | 미상 (4위)    | 1.8  | 0 / 508  | –   | 아고스티노 베르타니 |
| 1882년    | 105,251 (3위) | 8.6  | 44 / 508 | 44  | 아고스티노 베르타니 |
| 1886년    | 123,958 (3위) | 5.2  | 45 / 508 | 1   | 펠리체 카발로티     |
| 1890년    | 101,924 (3위) | 6.9  | 42 / 508 | 3   | 펠리체 카발로티     |
| 1892년    | 182,256 (3위) | 11.0 | 56 / 508 | 14  | 펠리체 카발로티     |
| 1895년    | 224,879 (3위) | 18.5 | 62 / 508 | 6   | 펠리체 카발로티     |
| 1897년    | 201,120 (3위) | 16.2 | 82 / 508 | 20  | 펠리체 카발로티     |
| 1900년    | 333,945 (2위) | 26.3 | 96 / 508 | 14  | 에토레 사키         |